# Patricio Gabarrón
Patricio Gabarrón Gil (Mula, 17 april 1993) - alias Patric of Patri - is een Spaans voetballer die bij voorkeur als rechtsachter speelt. Hij verruilde het tweede team van FC Barcelona in juli 2015 voor SS Lazio. 

## Clubvoetbal
Patric begon met voetballen bij de plaatselijke club Muleño. Als Alevín speelde hij bij Real Murcia en vervolgens twee seizoenen bij Villarreal CF, als Infantil. Vanaf 2008 speelde de middenvelder bij FC Barcelona, waar Patric begon in het Cadete-team. In 2011 won hij de Copa del Rey Juvenil met de club en in het seizoen 2011/12 was hij een vaste waarde in de Juvenil A. In 2012 werd hij gepromoveerd naar FC Barcelona B. Patric maakte op 22 september 2012 zijn debuut in de Segunda División A, tegen Hércules CF.
Patric speelde in vier seizoenen 87 wedstrijden voor Barcelona B. Hij kwam één keer in actie in het eerste elftal, op 26 november 2011. Hij mocht toen tijdens een met 2–1 verloren wedstrijd in de UEFA Champions League uit bij Ajax in de 68e minuut invallen voor Carles Puyol. Patric verruilde FC  Barcelona in juli 2015 voor SS Lazio, waar hij werd opgenomen in de selectie van het eerste elftal. Hij maakte op 30 augustus 2015 zijn debuut in de Serie A, in een met 4–0 verloren wedstrijd uit bij Chievo Verona. Patri maakte op 14 januari 2020 zijn eerste profdoelpunt. Hij bracht Lazio toen op 1–0 in een met 4–0 gewonnen wedstrijd in het toernooi om de Coppa Italia thuis tegen US Cremonese.

## Erelijst
| Coppa Italia | 1x | 2018/19 |

2 Gigot ·
3 Pellegrini ·
4 Patric ·
5 Vecino ·
6 Rovella ·
7 Dele-Bashiru ·
8 Guendouzi ·
9 Pedro ·
10 Zaccagni  ·
11 Castellanos ·
13 Romagnoli ·
14 Noslin ·
18 Isaksen ·
19 Dia ·
20 Tchaouna ·
22 Castrovilli ·
23 Hysaj ·
26 Bašić ·
28 Anderson ·
29 Lazzari ·
30 Tavares ·
34 Gila ·
35 Mandas ·
77 Marušić ·
92 Akpa Akpro ·
94 Provedel ·
Coach: Baroni